# 16797 Wilkerson
16797 Wilkerson (1997 CA17) là một tiểu hành tinh vành đai chính được phát hiện ngày 7 tháng 2 năm 1997 bởi A. Boattini và L. Tesi ở San Marcello Pistoiese.